# Better Luck Tomorrow
Pour plus de détails, voir Fiche technique et Distribution.
Better Luck Tomorrow est un film américain réalisé par Justin Lin, sorti en 2002.
L'un des personnages de ce film, Han, est ensuite apparu dans plusieurs films de la série Fast and Furious, dans les opus que Justin Lin a réalisés pour cette franchise.

## Synopsis
Ben Manibag est un brillant lycéen d'origine asiatique vivant dans une banlieue californienne tranquille. Avec ses amis Virgil et Han, il réalise de petits larcins et vit dans la débauche la nuit. Lorsqu’ils rencontrent Daric, un étudiant excentrique, Ben et ses amis s'embarquent dans une spirale de sexe, de crime et de violence.

## Fiche technique
- Titre original : Better Luck Tomorrow
- Réalisation : Justin Lin
- Scénario : Ernesto Foronda, Justin Lin et Fabian Marquez
- Musique : Michael Gonzales et Tobin Mori
- Décors : Yoo Jung Han
- Costumes : Sandi Lieu
- Photographie : Patrice Lucien Cochet
- Montage : Justin Lin
- Direction artistique : Yoo Jung Han
- Production : Julie Asato, Ernesto Foronda, Justin Lin
  - Production déléguée : Michael Cole, Troy Craig Poon, Michael Manshel, Gustavo Spoliansky
  - Coproduction : Joan Huang
  - Production associée : Steve Herr
- Sociétés de production : MTV Films, Hudson River Entertainment, Day O Productions, Trailing Johnson Productions et Cherry Sky Films
- Distribution : Paramount Pictures
- Pays de production :  États-Unis
- Genre : drame
- Durée : 101 minutes
- Dates de sortie[1] :
  - États-Unis : 12 janvier 2002 (Festival de Sundance) ; 11 avril 2003 (sortie limitée)
  - France : 30 septembre 2003 (vidéo)

## Distribution
- Parry Shen : Ben Manibag
- Sung Kang : Han Seoul-Oh
- Jason Tobin : Virgil Hu
- Roger Fan (en) : Daric Loo
- John Cho : Steve Choe
- Karin Anna Cheung : Stephanie Vandergosh

## Fast and Furious
Bien que le film n'ayant aucun lien apparent avec la saga Fast and Furious hormis son réalisateur Justin Lin, le personnage joué par Sung Kang, Han, apparaît dans Fast and Furious: Tokyo Drift, Fast and Furious 4, Fast and Furious 5, Fast and Furious 6 Fast and Furious 9, et Fast and Furious 10.